# 齋藤悠輔
齋藤 悠輔（さいとう ゆうすけ、1892年（明治25年）5月21日 - 
1981年（昭和56年）3月26日）は、日本の最高裁判所判事。
栄典・称号は、正三位・勲一等瑞宝章・温海町名誉町民（後の鶴岡市名誉市民）。山形県西田川郡温海町（後の鶴岡市）出身。

## 略歴
山形県西田川郡温海町湯温海の刀工・齋藤清人の息子として生まれる。1910年、荘内中学校（後の山形県立鶴岡南高等学校）卒業（同窓生に石黒岩太がいた。）。第一高等学校卒業。
1917年、東京帝国大学法学部卒業。大阪地方裁判所司法官試補 任官。1918年、同裁判所判事 任官。1926年、大阪控訴院判事 任官。1935年、東京地方裁判所検事 任官。1937年、司法制度を調査するため欧米諸国を歴訪する。
1938年、高知地方裁判所長 任官。1941年、大審院判事 任官。その後、東京控訴院部長、広島・大阪各控訴院検事長などを歴任する。1947年、最高裁判所判事 任官。裁判官任命諮問委員会による諮問の結果、任命された。
1949年1月23日、最高裁判所裁判官国民審査（初めて実施された最高裁裁判官国民審査）において、罷免を可とする票1,363,474票、罷免を可とする率4.51%で信任。
1960年11月20日、最高裁判所裁判官国民審査において、罷免を可とする票2,973,611票、罷免を可とする率8.34%で信任。同時に審査された8判事のうち罷免を可とする票の数が最少であった。一人で2度国民審査を受けた最高裁判事は1960年の国民審査における齋藤を含む5名が初の事例である。
1962年5月20日、最高裁判所判事を定年退官。1965年4月、勲一等瑞宝章を授与。7月、温海町名誉町民推戴。
1981年、東京・渋谷区の自宅で脳軟化症で死去する。享年89。 正三位 叙位。西宮市の甲子園霊園に墓がある。

## 尊属傷害致死に関する大法廷判決
1950年10月11日に最高裁で言い渡された尊属傷害致死被告事件（昭和25年(あ)第292号）の判決において、刑の加重規定を合憲とした多数意見に反対する真野毅と穂積重遠の両裁判官に対し、「民主主義の美名の下にその実得手勝手な我儘を基底として国辱的な曲学阿世の論を展開するもので読むに堪えない」などと攻撃し、その激しい言葉づかいゆえ裁判官訴追委員会の調査が行われたが、1951年7月21日に不訴追となった。後に、第二東京弁護士会広報委員長が真野に「齋藤先生と灰皿を投げ合って論争したというのは本当ですか？」と聞くと、真野は「そんなことはしない。六法全書を投げ合ったんだよ」と答えたという。 
定年退官後の1973年4月に最高裁大法廷が尊属殺重罰規定について違憲判決を出した際は、「判決の批判はしたくない。けれど、これでは親孝行しなくてもいい、というような風潮に世の中がなるだろうと思う」と述べた。

## 著作物
著書
- 『刑事実例問題集』（1934年）

訳著書
- 『刑事事件集』ヤーメス・ゴールドシユミツト：著（1932年）